# 程文球
程文球，岑山渡程氏家族的成员，原籍江南徽州府歙县岑山渡，寄籍太平府繁昌县。清乾隆二十二年（1757年）丁丑科进士3甲第82名。乾隆33年（1768年）任浙江处州府丽水县知县。